# Noccaea microphylla
Noccaea microphylla är en korsblommig växtart som först beskrevs av Pierre Edmond Boissier och Theodhoros Georgios Orphanides, och fick sitt nu gällande namn av Friedrich Karl Meyer. Noccaea microphylla ingår i släktet backskärvfrön, och familjen korsblommiga växter. Inga underarter finns listade i Catalogue of Life.